# 岡山医薬品
岡山医薬品株式会社（おかやまいやくひん）は、医薬品・衛生材料・化粧品の卸売を中心とする日本の企業であった。現在は東邦薬品ホールディングスの一社「セイエル」である。医薬品の卸売手。地盤は中国地方。「岡山県医師購買組合」から社名変更

## 概要
- 本社は岡山県岡山市野田2-4-5

## 大株主
- 塩野義製薬20％
- 岡山県医師会福祉部15％
- 枝松伸好3.7％
- 松田忠和3.2％

## 沿革
- 1947年（昭和22年）12月24日 - 資本金19,500円で岡山医薬品株式会社（岡山県岡山市石関町78）を設立
- 1965年（昭和40年）9月 - 岡山県岡山市天神町5-20に本社移転
- 1966年（昭和41年）11月 - 玉島出張所開設
- 1971年（昭和46年）11月 - 津山出張所開設
- 1980年（昭和55年）12月 - 岡山県津山市の株式会社マヤ薬局卸部を合併
- 1989年（平成元年）12月 - 株式会社シンメイワを合併
- 1997年（平成9年）10月 - 広島県の河野薬品株式会社を合併。株式会社オムエルに商号変更。

## 営業所
- 岡山県：岡山市・倉敷市玉島・津山市

## 主な取引メーカー
- 塩野義製薬
- エーザイ
- 住友製薬（現在:大日本住友製薬）
- ミドリ十字（現在:田辺三菱製薬）
- 小野薬品工業
- 萬有製薬
- 協和発酵（現:協和発酵キリン）

## 備考
- 岡山医薬品は、戦後の医薬品流通の混乱時期に医薬品を安定供給するために岡山県医師会により設立された企業を前身としている。岡山県ではシェア率は林薬品・良互薬品と並び高かった。
- オムエルは、岡山医薬品を存続会社として広島県の河野薬品と合併し設立